# El Chamizal, Nuevo León
El Chamizal är en ort i Mexiko.   Den ligger i kommunen Linares och delstaten Nuevo León, i den centrala delen av landet, 600 km norr om huvudstaden Mexico City. El Chamizal ligger 314 meter över havet och antalet invånare är 103.
Terrängen runt El Chamizal är platt, och sluttar österut. Runt El Chamizal är det ganska glesbefolkat, med 29 invånare per kvadratkilometer. Närmaste större samhälle är Linares, 6,9 km sydväst om El Chamizal. Trakten runt El Chamizal består till största delen av jordbruksmark.